# Качеганово
Качега́ново (рос. Качеганово, башк. Көсөгән) — село у складі Міякинського району Башкортостану, Росія. Адміністративний центр Качегановської сільської ради.
Населення — 558 осіб (2010; 603 в 2002).
Національний склад:
- башкири — 58%
- татари — 35%